# فاليريان بيدموهيلني
فاليريان بتروفيتش بيدموهيلني (بالأوكرانية: Валеріан Підмогильний) (وُلد في 2 فبراير 1901 – تُوفي في 3 نوفمبر 1937) روائي أوكراني اشتهر في عشرينيات القرن الماضي، وأبرز أعماله لبرواية الواقعية "ميستو (المدينة) (بالأوكرانية: Місто). لوحق وأعدم على أيدي السلطات السوفيتية. يعتبر بيدموهيلني من الشخصيات البارزة في المرحلة الأدبية التي عرفت بالنهضة المشنوقة.

## السيرة الذاتية
وُلِد بيدموهيلني في محافظة إيكاتيرينوسلاف (الآن دنيبروبتروفسك أوبلاست، أوكرانيا). كان والده مديراً عند مالك أراض كبير. تعلم الفرنسية وهو طفل وواصل جهوده ليصبح في نهاية المطاف واحداً من أهم مترجمي الأدب الفرنسي إلى اللغة الأوكرانية، وخاصة أعمال أناتول فرانس وغي دو موباسان.
لا يُعرف الكثير عن حياته المبكرة في فترة ما بعد الحرب العالمية الأولى، إلا أنه هناك مؤشر طفيف يدل على أنه كان من مؤيدي سيمون بتليورا، وهو القائد العسكري لأوكرانيا المستقلة التي لم تدم طويلاً، إذ نشأت بعد الثورة البلشفية.
عاش فاليريان في كييف، لكنه واجه صعوبة في نشر بعض قصصه في عام 1923، وتمكن من تأمين النشر في مجلة نوفا أورينا المعادية للسوفييت، الأمر الذي خلق خلافات مع الكتاب الأوكرانيين الآخرين بما في ذلك ميكولا خفيلوفي والذي كان واحداً من الكتاب البارزين في تلك الفترة.
نشر بيدموهيلني بعد ذلك عدداً كبيراً من قصصه في السنوات التالية بعد أن بُرّئ من قبل صحيفة شيرفوني شليخ الأوكرانية الكبرى، كما شارك في المجموعة الأدبية لانكا المرتبطة بجريدة الحياة والثورة (بالأوكرانية: Zhyttia i revoliutsiia). نشر بيدموهيلني أيضاً عدة مقالات نقدية بالإضافة إلى الخيال النثر والترجمات. يُعَد بيدموهيلني واحداً من رواد نقد فرويد في أوكرانيا.

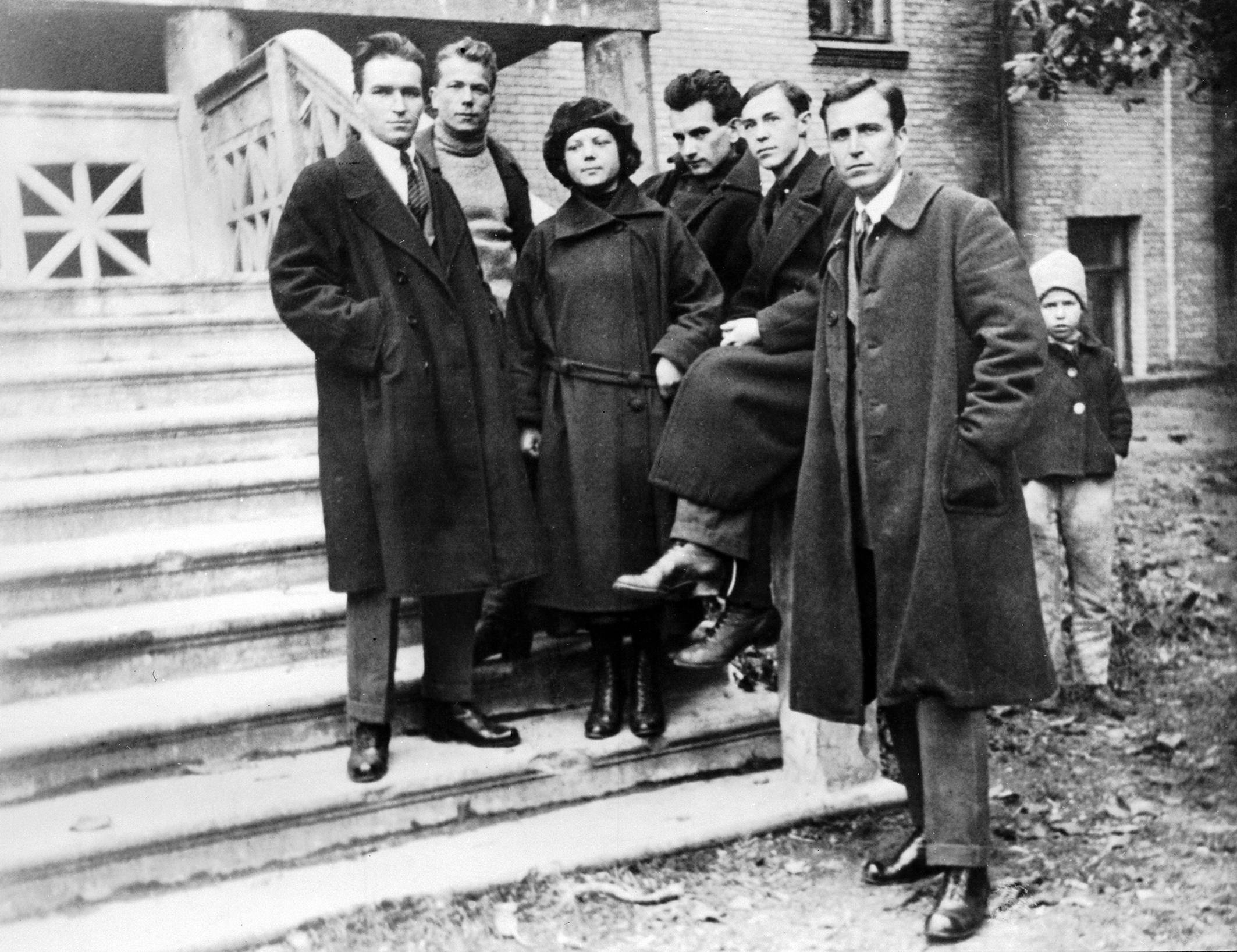
صورة لأعضاء الجمعية الأدبية "لانكا". من اليسار إلى اليمين: بوريس أنتونينكو–دافيدوفيتش، هريهوري كوسينكا، ماريا هاليتش، يفين بلوزنيك، فاليريان بيدموهيلني، تودوس أوسماتشكا. اُلتُقِطَت الصورة عام 1925.

في عام 1927 وفي سن 26، اُعتُرِف ببيدموهيلني ككاتباً مهما بعد نشر روايته ميستو (المدينة)، والتي تُرجِمَت أيضاً إلى الروسية.
واجه بيدموهيلني صعوبة متزايدة في نشر أعماله مع توطد الستالينية القاسية في أوكرانيا، وخاصة بسبب تساؤلات عن التزامه بالنظام السوفييتي. أُلقي القبض عليه في عام 1934، وبعد تعرضه للتعذيب وإجباره على التوقيع عدة اعترافات، حُكم عليه بالسجن في معسكر سولوفكي، وأُعدِم رمياً بالرصاص في ساندرموخ، كاريليا.
بعد وفاة ستالين، أُعيد له الاعتبار في الاتحاد السوفييتي جزئياً في 1956.

## أعماله الرئيسية
- ميستو (بالعربية: المدينة)

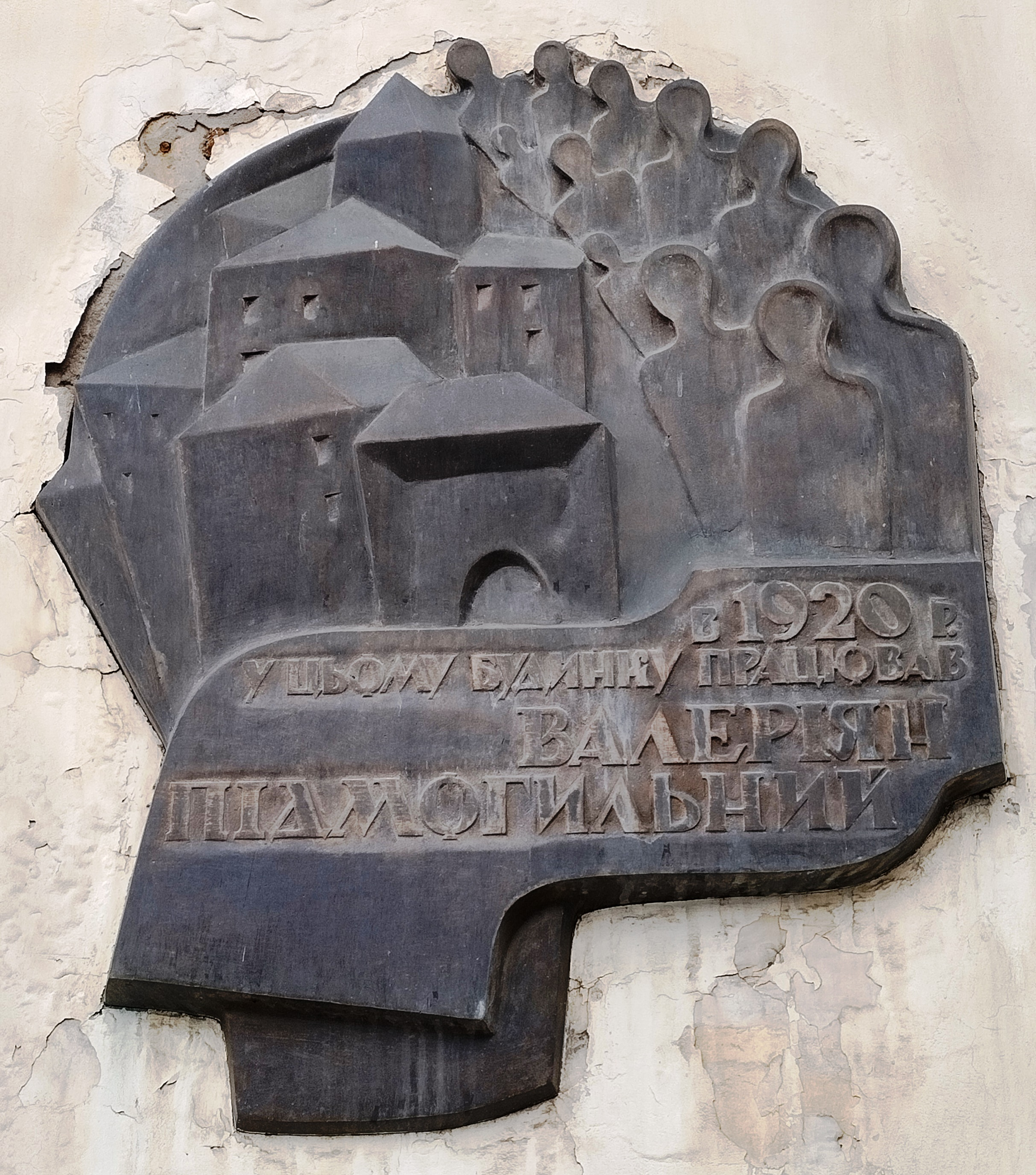
لوحة تذكارية لفاليريان بيدموهيلني في دنيبر.

تتحدث رواية ميستو عن قصة شاب يندفع إلى قضايا وروائح عنيفة في بيئة حضرية.
- لمسة صغيرة من الدراما

رواية لمسة صغيرة من الدراما (بالأوكرانية: Невеличка драма)، تصف الرواية في الأصل، في سلسلة مصورة فقط، أنواع شخصيات عدد من الرجال الذين يتنافسون على حب امرأة واحدة. أحد المعجبين الرئيسيين بها هو عالم. أحد المواضيع الرئيسية هو التوتر بين إدارة العلوم القائمة على العقل والحياة العاطفية البشرية.

## وصلات خارجية
- مقال عن السيرة الذاتية لبيدموهيلني باللغة الإنجليزية نسخة محفوظة 14 فبراير 2012 على موقع واي باك مشين..
- كتابات بيدموهيلني باللغة الأوكرانية مع بعض الترجمات الإنجليزية.